# Казимир II Белзький
Казимир II Белзький (пол. Kazimierz II; між 1396 та 1407 — 15 вересня 1442) — князь Мазовецький в Плоцьку, Раві, Гостиніну, Сохачеві, Белзі, Плонську, Завкжу і Візні разом з братами в 1426-1434 роках, князь Белзький (самостійно) з 1434 року.

## Коротка біографія
Казимир II був другим сином князя плоцького Земовита IV та його дружини Олександри. У дитинстві був висланий до Литви, що в майбутньому повинно було йому забезпечити підтримку Великого князя Литовського Вітовта. При дворі мазовецьких князів однак не нехтували також стосунками з Польщею, завдяки чому часто бачимо Казимира також при дворі Владислава II Ягайла.
У 20-х рр. XV ст. у зв'язку з прогресуючою хворобою очей батька він разом із старшим братом Земовитом V був допущений до формальних співурядів. Першим важливим завданням для нього було відрядження до Бресту-Литовського, де 14 листопада 1425 року разом із Земовитом V присягав на вірність Короні у зв'язку з недавнім посиленням ленної залежності від канцлера Земовита IV — Станіслава II з Павловіц.
У січні 1426 року помер Земовит IV, залишивши Мазовію, Плоцьку і Белзьку землю поділеними між чотирма синами — Земовитом V, Казимиром II, Тройденом II (помер в 1427 році) і Владиславом I (п'ятий Олександр на той час вже був священиком). Брати вирішилися тоді, не бажаючи надмірно роздрібнювати Мазовію і ослабляти своїй позиції, що на якийсь час утриматися з поділом і залишитися так званими неподільними цілісними співвласниками.
Згідно з обов'язком васала князі, одразу після приходу до влади, вирушили до Сандомиру, де 8 вересня 1426 року склали присягу королеві Владиславові II Ягайлу. Несподівано на церемонії забракло Казимира, який також почав ухилятися перед складенням присяги (не приїхав між іншим в 1428 році до Ленчиці). Складання присяги Ягайлові було важливим найбільше тим, що відмова одного з «неподільних братів» могла дати привід до скасування ленної залежності Мазовії від Польщі. Той стан міг утримуватися в головній мірі завдяки підтримці Казимира володарем Литви Вітовтом, котрий навіть забрав князя на експедицію, організовану в 1428 році до Великого Новгорода. До зміни становища мазовецького П'яста остаточно схилила хвороба і смерть сильного протектора — великого князя Вітовта. Ленна присяга була складна у вересні 1430 року в Сандомирі (майже рівно через чотири роки після братів). У 1431 році Казимир, виконуючи свої ленні повинності перед Польщею, прибув на чолі своїх військ до військового табору Владислава Ягайла воюючого з рідним братом Свидригайлом, котрий боровся за незалежність Литви. Казимир II не взяв тоді участі в цілій кампанії, так як був зосередженим на придушенні повстання руських панів, викликаного агентами Свидригайла.
В травні 1434 року король Ягайло помер. Смерть старого правителя дала Земовитовичам більшу свободу і гнучкість в справах Мазовії. Проте в липні 1434 року Земовит V та Казимир II прибули до Кракова, де були присутніми на коронації сина Ягайла Владислава III на польського короля.
31 серпня 1434 року сини Земовита IV прийняли рішення про остаточне розділення спадщини. Казимир II, багато років зацікавлений долею Белзької землі, за згодою братів обійняв самостійне керування в уділі, розташованому на межі Польщі і Литви, що в очевидний спосіб додатково втягнуло П'яста в конфлікт між польськими (головне малопольськими) можновладцями і Свидригайлом. Бої з перемінним успіхом точилися аж до 4 вересня 1437 року, коли поляки у його присутності уклали у Львові угоду (остаточну або «провізоричну») зі Свидригайлом.
Три роки по тому відправляє також експедицію Казимира IV Ягеллончика до Вільна, в результаті якої той став Великим князем.
У внутрішній політиці у Белзькому князівстві став на стороні поступової асиміляції посілої ним частини Галицької Русі з керованою братами Мазовією, а в подальшому з Польщею. Це включало, зокрема, впровадження польської системи (польського та німецького права) у судочинстві та адміністрації.
У червні 1442 року одружився з Малгожатою (Каспер Несецький називав її Ядвіґою) — дочці вихідця з Великопольщі, львівського (генерального руського) старости Вінцентія з Шамотул. Шлюб тривав недовго, тому що несподівано 15 вересня 1442 року помер в селі Мйончині (пол. Miączyn) біля Красноставу, внаслідок пануючої в околиці холери. Не встиг дочекати потомства, був похований у крипті мазовецьких П'ястів Плоцького кафедрального собору РКЦ. Князівство, котре посідав, повністю перейняв його молодший брат Владислав I.